# Bostrichthys zonatus
Bostrichthys zonatus је зракоперка из реда Perciformes. 

## Угроженост
Подаци о распрострањености ове врсте су недовољни.

## Распрострањење
Врста је присутна у Западној Новој Гвинеји (Индонезија).

## Станиште
Станиште врсте су слатководна подручја. 